# جلان فوستر
جلان فوستر (بالإنجليزية: Glen Foster)‏ هو متسابق يخت أمريكي، ولد في 14 أغسطس 1930 في أورانج ‏ في الولايات المتحدة، وتوفي في 1 أكتوبر 1999 في نيويورك في الولايات المتحدة.

## وصلات خارجية
- جلان فوستر على موقع الاتحاد الدولي للملاحة الشراعية (موقع جديد) (الإنجليزية)
- جلان فوستر على موقع الاتحاد الدولي للملاحة الشراعية (موقع قديم) (الإنجليزية)
- جلان فوستر على موقع اللجنة الأولمبية الدولية (الإنجليزية)
- جلان فوستر على موقع أوليمبيديا (الإنجليزية)